# Mucropetraliella radiata
Mucropetraliella radiata är en mossdjursart som beskrevs av Liu 200. Mucropetraliella radiata ingår i släktet Mucropetraliella och familjen Petraliellidae. Inga underarter finns listade i Catalogue of Life.